# Jayce Bartok
Jayce Bartok (Pittsburgh, 31 juli 1975) is een Amerikaans acteur, filmregisseur, filmproducent en scenarioschrijver.

## Biografie
Bartok werd geboren in Pittsburgh en op elfjarige leeftijd verhuisde hij met zijn familie naar Manhattan (New York). Op twaalfjarige leeftijd begon hij met het nemen van acteerlessen bij HB Studio in New York.
Bartok is vanaf 11 oktober 2003 getrouwd.

## Filmografie

### Films
Uitgezonderd korte films.
- 2016 Catch 22: Based on the Unwritten Story by Seanie Sugrue - als Vince
- 2014 The Longest Week - als artiest
- 2013 A Song Still Inside – als Jackson Sinclair
- 2011 The Unlovables – als Roger
- 2012 Why Stop Now – als verpleger Mike
- 2012 Price Check – als Bobby McCain
- 2012 The Longest Week – als artiest
- 2011 Coming Up Roses – als Jimmy
- 2011 Turbine – als Mark
- 2010 Cop Out – als Eddie
- 2008 Husband for Hire – als Bread
- 2007 Trainwreck: My Life as an Idiot – als Brian
- 2007 The Cake Eaters – als Guy Kimbrough
- 2006 Trapped Ashes – als Andy
- 2006 The Wedding Album – als Bruno
- 2005 Red Doors – als Mark
- 2004 Tempting Adam – als Adam
- 2004 The Tollbooth – als Howie Flaxman
- 2003 The Station Agent – als Chris
- 2002 Spider-Man – als gitaarspeler bij metro
- 2001 Home Sweet Hoboken – als ??
- 2001 Second Honeymoon – als Brad Luckenbill
- 2000 Calling Bobcat – als Darrin Marshall
- 2000 Ropewalk – als Jay
- 2000 101 Ways (The things a girl will do to keep her Volvo) – als Hank
- 1999 What We Did That Night – als Michael Petrovsky
- 1996 SubUrbia – als Pony
- 1996 Andersonville – als Billy
- 1994 La quebradita – als Jim
- 1993 Swing Kids – als Otto
- 1992 School Ties – als Jack
- 1992 Passed Away – als Tony Scanlan
- 1991 The Fisher King – als eerste punker
- 1991 Coconut Downs – als Eric Van Buren
- 1987 Almost Partners – als Leon Jones

### Televisieseries
Uitgezonderd eenmalige gastrollen.
- 2018 - 2020 Pinkalicious & Peterrific - als vader - 23 afl.
- 2019 When They See Us - als rechercheur Hildebrandt - 2 afl.
- 2010 – 2011 White Collar – als Devlin – 3 afl.
- 2001 Oz – als Angus Beecher – 2 afl.
- 1998 You're the One – als Kip – 3 afl.

### Filmregisseur
- 2021 Bittersweet, Brooklyn - korte documentaire
- 2021 The Prisoner - korte film
- 2018 Starlet - korte film
- 2014 Fall to Rise - film
- 2013 Jack and Paul - korte film
- 2012 Sunburn – korte film
- 2006 Altered by Elvis – documentaire
- 2005 Stricken – korte film

### Filmproducent
- 2021 The Hermitt: Resurrection of Calamity - muziekvideo
- 2020 Look Behind the Look - televisieserie - 1 afl.
- 2017 Larger Than Life: The Kevyn Aucoin Story - documentaire
- 2017 Cocked and Locked - korte film
- 2014 Suddenly - korte film
- 2014 Fall to Rise - film
- 2014 Jack and Paul - korte film
- 2008 Little Pumpkin – korte film
- 2007 The Cake Eaters – film
- 2006 Altered by Elvis - documentaire
- 2005 Stricken – korte film

### Scenarioschrijver
- 2021 The Prisoner - korte film
- 2020 Last Chance - korte film
- 2014 Fall to Rise - film
- 2012 Sunburn – korte film
- 2008 Little Pumpkin – korte film
- 2007 The Cake Eaters - film
- 2005 Stricken – korte film

- Gemeinsame Normdatei: 142758477
- International Standard Name Identifier: 0000 0000 5756 5951
- Virtual International Authority File: 83586118
- WorldCat: E39PBJpYCBrbhByRvc3CG6rwmd